# Daniel Bernhardt
Daniel Bernhardt (Ittigen, 31 agosto 1965) è un attore, artista marziale e modello svizzero.

## Biografia
Nato a Worblaufen, frazione di Ittigen, si laurea in architettura a Berna mentre, per assecondare l'altra sua passione, apre una palestra di arti marziali. Finiti gli studi diventa modello professionista a Parigi. Nel 1990 viene chiamato da Gianni Versace a New York per partecipare a "Looking for Kicks", uno spot commerciale che vede protagonista anche un altro artista marziale: Jean-Claude Van Damme. Intanto il regista Marc DiSalle, che aveva già lanciato Van Damme, è in cerca di volti nuovi per il cinema d'azione. Bernhardt viene così scelto per sostituire proprio Van Damme in Colpi proibiti 2 (Bloodsport 2, 1996), sequel di Senza esclusione di colpi, che l'attore belga non aveva avuto intenzione di girare. Per l'occasione Bernhardt si allena col Maestro Hee Il Cho, studiando Taekwondo; allo stesso tempo studia recitazione con Sale Dano e Sandy Marshal.
Il film ha un discreto successo fra gli appassionati del genere, tanto che Bernhardt viene chiamato a girarne altri 2 sequel: Bloodsport 3 e Bloodsport: The Dark Kumite. Prosegue gli studi di recitazione con Harry Mastrogeorge a Los Angeles. Dal 1997 al 2002 è protagonista assoluto dei film d'azione Future War (1997), True Vengeance (1997), G2 - Mortal Conquest (1999), Black Sea Raid (2002) e Global effect (2002). Fra il 1998 ed il 1999 è interprete fisso della serie TV Mortal Kombat: Conquest, tratta dal famoso videogioco, nel ruolo di Siro. La serie però non ha successo e ne viene prodotta una sola stagione, per un totale di 22 episodi.
Nel 2003 partecipa col piccolo ruolo dell'Agente Johnson a Matrix Reloaded di Andy e Larry Wachowski, ruolo ripreso poi nel quarto capitolo di Matrix, Matrix Resurrections uscito nel 2021. Ha dato anche la sua voce allo stesso personaggio in Enter the Matrix, la versione videogioco del film. Il giorno dopo la presentazione del film, il 15 maggio 2003, nasce sua figlia. Nel 2005 ricopre il suo primo ruolo da "cattivo" nel film The Cutter - Il trafficante di diamanti, in cui è protagonista assieme a Chuck Norris. Nel 2007 recita da comprimario in Children of Wax e nel 2010 appare nel suo ultimo film Supreme Champion. Nel 2010 annuncia il suo ritiro dalla recitazione. Nel 2013 ritorna come attore apparendo nei film Parker e in un cameo nel film Hunger Games - La ragazza di fuoco. Nel 2014 torna come protagonista assoluto nel film Knoch'em Dead.

## Filmografia

### Attore

#### Cinema
- Colpi proibiti 2 (Bloodsport 2), regia di Alan Mehrez (1996)
- Colpi proibiti III (Bloodsport III), regia di Alan Mehrez (1996)
- Future War, regia di Anthony Doublin (1997)
- True Vengeance, regia di David Worth (1997)
- Perfect Target, regia di Sheldon Lettich (1997)
- Bloodsport: The Dark Kumite, regia di Elvis Restaino (1999)
- G2 - Mortal Conquest (G2), regia di Nick Rotundo (1999)
- Black Sea Raid, regia di Jenö Hodi (2000)
- Global Effect - Rischio di contagio (Global Effect), regia di Terry Cunningham (2002)
- Matrix Reloaded (The Matrix Reloaded), regia di Andy e Larry Wachowski (2003)
- Strike Force (The Librarians), regia di Mike Kirton (2003)
- Tornado il vento che uccide  (Nature Unleashed: Tornado), regia di Alain Jakubowicz (2005)
- The Cutter - Il trafficante di diamanti (The Cutter), regia di William Tannen (2005)
- Children of Wax, regia di Ivan Nitchev (2007)
- Supreme Champion, regia di Ted Fox e Richard Styles (2010)
- Parker, regia di Taylor Hackford (2013)
- Hunger Games - La ragazza di fuoco (The Hunger Games: Catching Fire), regia di Francis Lawrence (2013) - cameo, non accreditato
- Knoch'em Dead, regia di David DeCoteau (2014)
- John Wick, regia di David Leitch e Chad Stahelski (2014)
- The Vatican Tapes, regia di Mark Neveldine (2015)
- Resa dei conti - Precious Cargo (Precious Cargo), regia di Max Adams (2016)
- Atomica bionda (Atomic Blonde), regia di David Leitch (2017)
- Escape Plan 3 - L'ultima sfida (Escape Plan: The Extractors), regia di John Herzfeld (2019)
- Skylines (Skylin3s), regia di Liam O'Donnell (2020)
- Red Notice, regia di Rawson Marshall Thurber (2021)
- Matrix Resurrections (The Matrix Resurrections), regia di Lana Wachowski (2021)
- Io sono nessuno (Nobody), regia di Ilya Naishuller (2021)
- Tyler Rake 2 (Extraction 2), regia di Sam Hargrave (2023)
- The Killer's Game, regia di J.J. Perry (2024)
- Io sono nessuno 2 (Nobody 2), regia di Timo Tjahjanto (2025)

#### Televisione
- Mortal Kombat: Conquest – serie TV, 22 episodi (1998-1999)
- Desire – serie TV, 4 episodi (2006)
- Castle – serie TV, episodio 8x02 (2015)
- Altered Carbon – serie TV, 5 episodi (2018-2020)
- Barry - serie TV, episodi 2x04-2x05-2x06 (2019)

### Doppiatore
- Enter the Matrix – videogioco (2003)
- Foodfight!, regia di Lawrence Kasanoff (2009)

### Regista
- Fetch, regia di Daniel Bernhardt – cortometraggio (2007)

### Sceneggiatore
- Fetch, regia di Daniel Bernhardt – cortometraggio (2007)

### Produttore
- Fetch, regia di Daniel Bernhardt – cortometraggio (2007)
- Elephant White, regia di Prachya Pinkaew (2011)

## Doppiatori italiani
Nelle versioni in italiano delle opere in cui ha recitato, Daniel Bernhardt è stato doppiato da:
- Stefano Benassi in Mortal Kombat: Conquest
- Luigi Ferraro in Matrix Reloaded
- Denis Gusev in John Wick
- Pino Pirovano in Escape Plan 3 - L'ultima sfida
- Massimo Bitossi in Barry
- Carlo Scipioni in Birds of Prey e la fantasmagorica rinascita di Harley Quinn
- Giorgio Borghetti in The Killer's Game
- Guido Di Naccio in Io sono nessuno 2